# Jumia Maroc
Jumia est un site d'achats en ligne au Maroc. Fondé en 2012 et ayant son siège social à Casablanca.

## Historique
Jumia est un site de commerce en ligne sur le modèle d'Amazon,[source insuffisante].
L'entreprise qui dirige le site a été fondée en 2012 par une équipe comprenant Jérémy Hodara, Sacha Poignonnec, Taïbi Benhima et Sami Louali.
En 2015, Jumia Maroc représente 10 % de l'activité d'AIG[source insuffisante].